# Sebastián Pérez Bouquet
Sebastián Pérez Bouquet Pérez (Guadalajara, 22 giugno 2003) è un calciatore messicano, centrocampista dell'Atlético San Luis.

## Carriera

### Club
È cresciuto nel settore giovanile del Guadalajara, con cui ha debuttato il 10 gennaio 2022 nell'incontro di Liga MX vinto 1-0 contro il Mazatlán. A partire dalla stagione successiva è stato assegnato alla squadra filiale del Tapatío, con cui ha vinto la Liga de Expansión MX. Nel corso della stagione ha comunque continuato a giocare alcuni incontri per il Chivas, trovando la prima rete il 28 luglio nel pareggio per 2-2 contro il Querétaro.
Il 26 giugno 2023 è passato in prestito al Juárez, con cui ha disputato una stagione e mezza collezionando 21 presenze fra campionato e Leagues Cup. Il 29 dicembre 2024 è stato ceduto a titolo definitivo all'Atlético San Luis.

### Nazionale
Ha giocato con la nazionale messicana Under-23.

## Statistiche

### Presenze e reti nei club
Statistiche aggiornate al 4 marzo 2025.
| Stagione           | Squadra            | Campionato         | Campionato | Campionato | Coppe nazionali | Coppe nazionali | Coppe nazionali | Coppe continentali | Coppe continentali | Coppe continentali | Altre coppe | Altre coppe | Altre coppe | Totale | Totale | Totale |
| Stagione           | Squadra            | Comp               | Pres       | Reti       | Comp            | Pres            | Reti            | Comp               | Pres               | Reti               | Comp        | Pres        | Reti        | Pres   | Reti   |        |
| ------------------ | ------------------ | ------------------ | ---------- | ---------- | --------------- | --------------- | --------------- | ------------------ | ------------------ | ------------------ | ----------- | ----------- | ----------- | ------ | ------ | ------ |
| 2021-2022          | Guadalajara        | LMX                | 8          | 0          | -               | -               | -               | -                  | -                  | -                  | -           | -           | -           | 8      | 0      |        |
| 2022-2023          | Guadalajara        | LMX                | 6          | 1          | -               | -               | -               | -                  | -                  | -                  | -           | -           | -           | 6      | 1      |        |
| Totale Guadalajara | Totale Guadalajara | Totale Guadalajara | 24         | 1          |                 | -               | -               |                    | -                  | -                  |             | -           | -           | 24     | 1      |        |
| 2022-2023          | Tapatío            | EMX                | 28         | 7          | -               | -               | -               | -                  | -                  | -                  | -           | -           | -           | 28     | 7      |        |
| 2023-2024          | Juárez             | LMX                | 15         | 0          | -               | -               | -               | -                  | -                  | -                  | LC          | 3           | 0           | 18     | 0      |        |
| 2024-gen. 2025     | Juárez             | LMX                | 3          | 0          | -               | -               | -               | -                  | -                  | -                  | LC          | 9           | 9           | 3      | 0      |        |
| Totale Juárez      | Totale Juárez      | Totale Juárez      | 18         | 0          |                 | -               | -               |                    | -                  | -                  |             | 3           | 0           | 21     | 0      |        |
| gen.-giu. 2025     | Atlético San Luis  | LMX                | 1          | 0          | -               | -               | -               | -                  | -                  | -                  | -           | -           | -           | 1      | 0      |        |
| Totale carriera    | Totale carriera    | Totale carriera    | 61         | 8          |                 | -               | -               |                    | -                  | -                  |             | 3           | 0           | 64     | 8      |        |

## Palmarès

### Club

#### Competizioni nazionali
- Liga de Expansión MX: 1

Tapatío: 2022-2023